# Bui
Bui (del ruso: Буй) es un ciudad del óblast de Kostromá, en Rusia, centro administrativo del raión homónimo. Se encuentra a orillas del río Kostromá, afluente del Volga, a 87 km (98 km por carretera) al nordeste de la capital del óblast, Kostromá. Su población era de 25.700 habitantes en 2008.

## Historia
Bui era en el siglo V un puesto comercial, protegido por una fortaleza, de los meria, una población finoúgria. El nombre que le daban los meria no es conocido, pero en finés era Vuoksensuu o Vieksansuu ("Boca de Vuoksi|Vieksa"). El lugar estuvo poblado por pueblos finougrios al menso hasta ala invasión mongola de Rusia (1237-1238). En esta época los habitantes de Kostromá, se refugiaron aquí, y se piensa que fueron ellos los que rebautizaron la localidad como Bui.
En la historia rusa, Bui era en 1536  una plaza fortificada en la confluencia de los ríos Kostromá y Vioksa. El fuerte fue construido por orden de Elena Vasílievna Glínskaya, regente de Rusia en la época y madre de Iván el Terrible. Bui recibió su estatus de ciudad, en 1778, en tiempos del reinado de Catalina la Grande.
A raíz de la construcción de la línea ferroviaria San Petersburgo-Viatka, en 1908, la población de Bui pasó de los 1.000 habitantes a 3.500 en 1913. La nueva estación de Bui estaba situada a 727 km de San Petersburgo y a 614 km de Moscú.
En 1914-1915, se construyó un gran campo de prisioneros para los soldados austríacos, húngaros y alemanes capturados. Estaba situado a 3 km al sur de Bui, sobre la orilla oeste del Kostromá. Tras la firma del tratado de Brest-Litovsk, el 3 de marzo de 1918, todos los prisioneros de guerra fueron liberados. Tras la guerra civil finlandesa, en 1918, numerosos communistas finlandeses refugiados en la URSS fueron reinstalados en el campo de Bui, que contó con más de 5.000 finlandeses, Muchos de ellos decidieron instalarse en Bui, aunque desaparecerían durante la Gran Purga de 1936-1938. La mayor parte fueron asesinados, y la otra parte deportados, lo que puso fin a la presencia finougria en Bui.

## Demografía
La situación demográfica de Bui se ha degradado fuertemente desde 1990, habiendo perdido la ciudad más de un 20% de su población. En 2001, la tasa de natalidad fue del 9.2 por mil, la tasa de mortalidad fue del 19.1 por mil, siendo el crecimiento vegetativo de -9.9 por mil.
| 1897   | 1939   | 1959   | 1970   |
| ------ | ------ | ------ | ------ |
| 2 600  | 20 400 | 27 200 | 29 200 |
| 1979   | 1989   | 2002   | 2008   |
| 28 300 | 32 701 | 27 392 | 25 700 |